# Soledad Chapetón
Carmen Soledad Chapetón Tancara (El Alto, Bolivia; 25 de octubre de 1980) es una pedagoga y política boliviana. Fue la primera alcaldesa de la ciudad de El Alto, desempeñando el cargo desde el 31 de mayo de 2015 hasta el 3 de mayo de 2021.

## Biografía
Sus padres emigraron del área rural a la ciudad de El Alto durante la década de 1960 debido a la falta de oportunidades de trabajo en su lugar de origen. Su padre, Luis Chapetón Huanca, fue un policía de bajo rango oriundo de la provincia de Camacho. Su madre, Dalila Tancara, es una comerciante minorista dedicada a la venta de comida (pejerreys y carachis) oriunda de la Provincia Pacajes.
Soledad Chapetón es la última hija de 4 hijos del matrimonio. Vivió su infancia en la zona de Nuevos Horizontes II perteneciente al Distrito 2 de la ciudad de El Alto.

## Vida política
El año 2005 inició su actividad política uniéndose al partido de Unidad Nacional liderado por el empresario paceño Samuel Doria Medina.

### Asambleísta Constituyente (2006-2008)
El año 2006 fue elegida miembro de la Asamblea Constituyente de Bolivia de 2006 por la circunscripción 15 de la ciudad de El Alto en este puesto promovió que se cumplieran con los dos tercios de mayoría para la aprobación de la Nueva Constitución Política del Estado propuesta por el Movimiento Al Socialismo.

### Elecciones subnacionales de 2010
El año 2010 participó en las Elecciones Subnacionales de ese año como candidata al cargo de alcaldesa en representación de su partido político Unidad Nacional.
Soledad Chapetón quedó en segundo lugar al haber obteniendo el apoyo de 114 186 votos (30,4% de la votación total a nivel municipal) frente a su principal competidor del MAS-IPSP Edgar Patana Ticona que logró obtener el 38,7% de la votación. Durante este periodo realizó diversos reclamos de atención para la ciudad de El Alto, por parte del Gobierno Central.  así como críticas a la gestión de Patana.
En 2010, tras el quinto congreso del partido de Unidad Nacional y su sorprendente segundo lugar en las elecciones subnacionales, que se decidió que Soledad Chapetón fuera elegida por consenso vicepresidenta del partido. quedando como la segunda al mando tras Doria Medina quien se mantuvo como presidente de la agrupación.

### Elecciones nacionales de 2014
El año 2014 participó en las elecciones nacionales  presentándose como candidata al cargo de senadora por el Departamento de La Paz en representación de su partido político Unidad Nacional en los que no resultó elegida. Esto fue debido a que su partido Unidad Nacional, no logró alcanzar el porcentaje necesario para obtener el curul en la Cámara de Senadores de Bolivia.

### Alcaldesa de El Alto (2015-2021)
El año 2015 decidió presentarse nuevamente a las elecciones subnacionales de ese año como candidata al cargo de alcaldesa, en representación de la alianza política Unidad Demócrata quién la postuló tras realizar algunas encuestas y análisis dentro del partido.
Tras la realización de las elecciones el 29 de marzo de 2015 los resultados preliminares muestran a Chapetón como la ganadora de los comicios en la ciudad de El Ato, obteniendo el 55% de los votos, lo que se traduce en 6 concejales de su partido, de los once, que componen el Concejo Municipal, con lo que aseguraría la mayoría facilitando la gobernabilidad y aprobación de sus decisiones ejecutivas
Después de haber ganado en las elecciones subnacionales con el 54% de la votación, Soledad Chapetón se posesionó como la alcaldesa de la ciudad de El Alto el 1 de junio de 2015 a sus 34 años de edad. Históricamente, Soledad Chapetón se ha convertido en la primera mujer alcaldesa de la urbe.

#### Enjuiciamiento a Patana, Maquera y Nava
Apenas iniciada su gestión, la alcaldesa Soledad Chapeton inició procesos judiciales a sus predecesores: al ex alcalde transitorio Zacarías Maquera (2014-2015), al exalcalde Edgar Patana (2010-2014) e inclusive  al exalcalde Fanor Nava (2006-2010) acusándolos a todos ellos de  corrupción por los delitos de incumplimiento de deberes y uso indebido de bienes del estado.

### Encuestas de opinión sobre la gestión de Soledad Chapetón

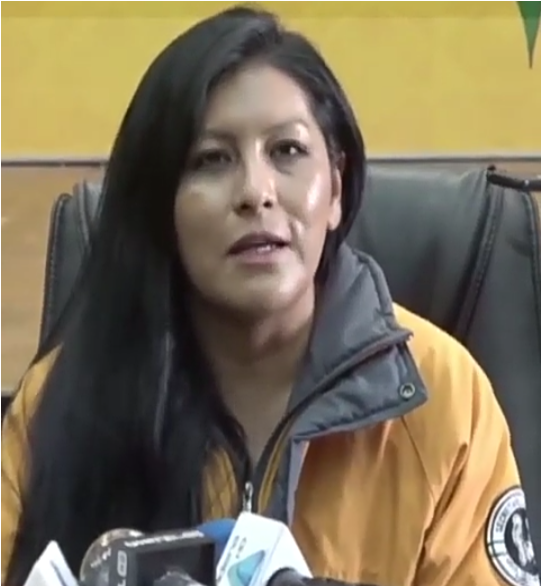
Alcaldesa de El Alto Soledad Chapetón Tancara en el año 2020 durante su quinto año al mando de la Alcaldía de El Alto.

| Encuestas de Opinión Pública sobre la Gestión de la Alcaldesa Soledad Chapetón durante el periodo 2015-2021 | Encuestas de Opinión Pública sobre la Gestión de la Alcaldesa Soledad Chapetón durante el periodo 2015-2021 | Encuestas de Opinión Pública sobre la Gestión de la Alcaldesa Soledad Chapetón durante el periodo 2015-2021 | Encuestas de Opinión Pública sobre la Gestión de la Alcaldesa Soledad Chapetón durante el periodo 2015-2021 | Encuestas de Opinión Pública sobre la Gestión de la Alcaldesa Soledad Chapetón durante el periodo 2015-2021 | Encuestas de Opinión Pública sobre la Gestión de la Alcaldesa Soledad Chapetón durante el periodo 2015-2021 | Encuestas de Opinión Pública sobre la Gestión de la Alcaldesa Soledad Chapetón durante el periodo 2015-2021 | Encuestas de Opinión Pública sobre la Gestión de la Alcaldesa Soledad Chapetón durante el periodo 2015-2021 |
| Encuestas de Opinión Pública de la Alcaldesa Soledad Chapetón en el AÑO 2015                                | Encuestas de Opinión Pública de la Alcaldesa Soledad Chapetón en el AÑO 2015                                | Encuestas de Opinión Pública de la Alcaldesa Soledad Chapetón en el AÑO 2015                                | Encuestas de Opinión Pública de la Alcaldesa Soledad Chapetón en el AÑO 2015                                | Encuestas de Opinión Pública de la Alcaldesa Soledad Chapetón en el AÑO 2015                                | Encuestas de Opinión Pública de la Alcaldesa Soledad Chapetón en el AÑO 2015                                | Encuestas de Opinión Pública de la Alcaldesa Soledad Chapetón en el AÑO 2015                                | Encuestas de Opinión Pública de la Alcaldesa Soledad Chapetón en el AÑO 2015                                |
| APRUEBO la Gestión                                                                                          | APRUEBO la Gestión                                                                                          | DESAPRUEBO la Gestión                                                                                       | DESAPRUEBO la Gestión                                                                                       | No Sabe o No Responde                                                                                       | Fecha de la Realización de la Encuesta de Opinión                                                           | Empresa Encuestadora                                                                                        | Ref |
| SI | % de la Aprobación                                                                                          | NO | % de la Desaprobación                                                                                       | No Sabe o No Responde                                                                                       | Fecha de la Realización de la Encuesta de Opinión                                                           | Empresa Encuestadora                                                                                        | Ref |
| --- | --- | --- | --- | --- | --- | --- | --- |
| | 53,5 % | | 29,5 % | 28,0 % | Del 23/07/2015 al 27/07/2015                                                                                | Captura Consulting                                                                                          | [ 19 ] |
| | 40,5 % | | 38,5 % | 21,0 % | Del 5/10/2015 al 10/12/2015                                                                                 | Captura Consulting                                                                                          | [ 19 ] |
| Encuestas de Opinión Pública de la Alcaldesa Soledad Chapetón en el AÑO 2016                                | | | | | | | |
| | 53,5 % | | 29,5 % | 28,0 % | Del 23/07/2015 al 27/07/2015                                                                                | Captura Consulting                                                                                          | [ 19 ] |

## Controversias
Al igual que hiciera  Chapetón en su momento denunciando las gestiones de los anteriores alcaldes como Fanor Nava,Edgar Patana y Zacarías Maquera, la alcaldesa Eva Copa, electa por el periodo 2021-2025 decidió también denunciar a Chapetón acusándola de haber cometido los delitos  de  conducta antieconómica e incumplimiento de deberes, ambos tipificados en el código penal boliviano.

### Déficit del POA 2021
La primera denuncia de Eva Copa contra Soledad Chapetón es por haber ocultado el déficit que supuestamente fue ocasionado durante la gestión de Chapetón además de no haber tomado las previsiones del caso en la elaboración del POA 2021, que según Copa afectó su propia gestión, provocándole dificultades durante ese año. Según la alcaldía de El Alto, el déficit durante la gestión de Chapetón alcanzó el monto de los 230 millones de bolivianos.

### Desvió de recursos del Sistema Único de Salud
La segunda denuncia se trata del desvío de los recursos económicos del Sistema Único de Salud (SUS)  con el  objetivo de pagar salarios en lugar de  comprar más medicamentos para enfrentar la Pandemia del COVID-19 del año 2020, según la Alcaldía de El Alto.

### Desvío de recursos del Impuesto Directo a los Hidrocarburos
La tercera denuncia contra Chapetón es por haber ordenado desviar los recursos del Impuesto Directo a los Hidrocarburos (IDH) destinándolos a otras aéreas no establecidas por la ley, pues según la alcaldía de El Alto,  la Ley conmina a todos los municipios de Bolivia a gastar los recursos del IDH exclusivamente en tres áreas: salud, educación y seguridad ciudadana;  sin embargo, durante la gestión de Chapetón se habría desviado dichos recursos económicos para utilizarlos en el pago de salarios y algunos proyectos de inversión.
El 14 de octubre de 2022, el Juzgado Tercero Anticorrupción de la ciudad de El Alto decidió enviar a la exalcaldesa Soledad Chapetón a la Cárcel de mujeres de Obrajes de la ciudad de La Paz con detención preventiva por el lapso de tiempo de un mes, debido a un proceso que se le sigue acusándola por  haber utilizado el dinero del Sistema Único de Salud (SUS) para pagar salarios durante la pandemia del COVID-19.
| Predecesor: Zacarías Maquera Chura | Alcaldesa de El Alto 31 de mayo de 2015 - 3 de mayo de 2021 | Sucesora: Eva Copa Murga |